# Jacobus Boose Rudbeckius
Jacobus Boose Rudbeckius, født 27. december 1583, død måske 1636. Tiltrådte som rektor ved Örebro skola 1615. Hans to brødre, Petrus Rudbeckius og Johannes Rudbeckius, voksede op sammen med ham i Ormesta, Örebro län. Faderen Johan Pedersen var fra Rudbæk i Danmark, hvoraf navnet. Digteren Lars Wivallius var en af hans elever på Örebro skola.